# Zamoście (Gliniany)
Zamoście (ukr. Замостя) – dawniej samodzielna wieś, obecnie w granicach miasta Gliniany na Ukrainie, w jego północnej części. Rozpościera się wzdłuż ulicy Mazepy, w kierunku na Żeniów.

## Historia
Zamoście to dawniej samodzielna wieś. W II Rzeczypospolitej stanowiła gminę jednostkową Zamoście w powiecie przemyślańskim w województwie tarnopolskim.
1 sierpnia 1934 r. w ramach reformy na podstawie ustawy scaleniowej Zamoście weszło w skład nowej zbiorowej gminy Gliniany, gdzie we wrześniu 1934 utworzyła gromadę.
Po wojnie włączone w struktury ZSRR.